# Antonio Zappalá
Antonio Zappalá (Manhuaçu, 23 de março de 1931 – 3 de fevereiro de 1996) foi um médico brasileiro.
Graduado em medicina pela Faculdade de Medicina da Universidade Federal de Minas Gerais em 1955, onde também obteve um doutorado em 1957. Foi eleito membro da Academia Nacional de Medicina em 1994, sucedendo Walter Bertolazzo na Cadeira 81, que tem Eduardo Chapot Prévost como patrono.